# Aztlán 5.ª Sección (Don Lorenzo)
Aztlán 5.ª Sección (Don Lorenzo) es una localidad del municipio de Centro ubicado en la subregión centro del estado mexicano de Tabasco.

## Geografía
La localidad de Aztlán 5.ª Sección (Don Lorenzo) se sitúa en las coordenadas geográficas 18°08′43″N 92°40′13″O / 18.145278, -92.670278, a una elevación de 10 metros sobre el nivel del mar.

## Demografía
Según el Conteo de Población y Vivienda 2020, efectuado por el Instituto Nacional de Estadística y Geografía, la localidad de Aztlán 5.ª Sección (Don Lorenzo) tiene 12 habitantes, de los cuales 5 son del sexo masculino y 7 del sexo femenino. Su tasa de fecundidad es de 5 hijos por mujer y tiene 3 viviendas particulares habitadas.
| Gráfica de evolución demográfica de Aztlán 5.ª Sección (Don Lorenzo) entre 2000 y 2020 |
|                                                                                        |
| INEGI.                                                                                 |